# Драганова минея

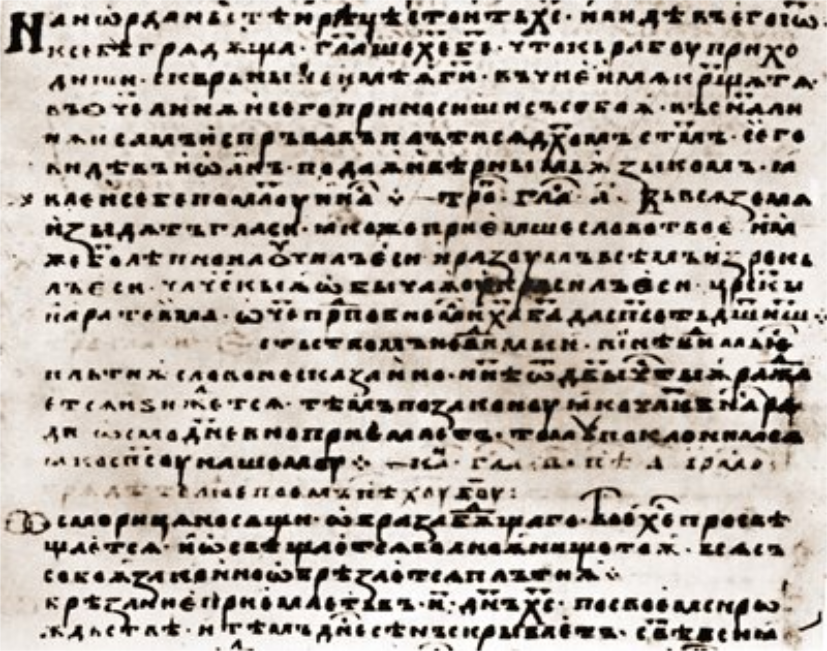
Драганова минея

Драганова минея (также Зографский трифологий) — богослужебная книга второй половины XIII века, имеющая большое значение для изучения литургической поэзии и музыки Второго болгарского царства. Стефан Кожухаров определяет его как первую попытку создать болгарскую праздничную минею. Это самый ранний известный сборник оригинальной среднеболгарской гимнографии с нотами: помимо переведенных текстов, он также включает службы святым Иоанну Рыльскому, Параскеве, Кириллу и Мефодию, царю Петру.
Минея состоит из 219 пергаментных листов. Большинство из них хранится в Зографском монастыре (№ I.д.8), небольшие части находятся в Москве (Российская государственная библиотека, ф. 87 (Григорович), № 1725) и Санкт-Петербурге (Российская национальная библиотека, № Q.п. I.40), нахождение еще 6 листов неизвестно.
Переписавший минею писец оставил свое имя на странице 172a: «Пиши, окааниче Драгане, яко за грехи твоя Бог твой мъчит тя. Пиши, странниче». Возможно, Драган сам перевел часть текста, потому что на странице 16б он отмечает: «Сия служба преведена от грьцких книг.» Красивые плетеные зооморфные заставки, украшающие книгу, вероятно, тоже его работа.
Зографская часть рукописи находится в плохом состоянии и требует консервации.